# وفاة يوري جاجارين
في 27 مارس 1968، توفي يوري جاجارين، أول رجل يذهب إلى الفضاء، مع الطيار فلاديمير سيريوجين أثناء رحلة تدريبية روتينية، بعد تحطم طائرة ميج 15 المقاتلة التي كانا يقودانها بالقرب من نوفوسيولوفو في الاتحاد السوفيتي.
بعد وفاته، أعلنت الحكومة السوفيتية فترة حداد وطني تخليدًا لذكراه. كانت هذه أول حالة في تاريخ الاتحاد السوفيتي يُعلن فيها يوم حداد وطني بعد وفاة شخص أثناء تأدية عمله للدولة وكانت أول مرة يحدث فيها ذلك لشخص ليس رئيس دولة.
في الساعة 21:15 من اليوم التالي، حُرقت رفات جاجارين وفلاديمير سيريوجين. ودُفن رمادهم في مقبرة جدار الكرملين.
محاطًا بالسرية، فإن سبب الحادث الذي أودى بحياة جاجارين غير مؤكد وأصبح موضوعًا للعديد من النظريات أجريت ثلاثة تحقيقات على الأقل في الحادث بشكل منفصل من قبل القوات الجوية ولجان الحكومة الرسمية وجهاز المخابرات السوفيتية. وفقًا لسيرة جاجارين التي كتبها جيمي دوران وبييرز بيزوني، رجل النجوم: الحقيقة وراء أسطورة يوري جاجارين، عمل جهاز المخابرات السوفيتية "ليس فقط جنبًا إلى جنب مع القوات الجوية وأعضاء اللجنة الرسمية ولكن ضدهم".

## الطائرة
طائرة التدريب ميج-15UTI رقم 612739، التي وقع فيها الحادث (وفقًا لمذكرات ن. كامانين)، صُنعت في 19 مارس 1956 في مصنع آيرو فودوخودي في تشيكوسلوفاكيا. بعد دخولها الخدمة، أُصلحت مرتين (في 13 يوليو 1962 و30 مارس 1967). أُنتج محركها، RD-45FA رقم 84445A، في 25 ديسمبر 1954، وأُصلح أربع مرات (1957، 1959، 1964، و1967) بعد إكمال 100 ساعة طيران في كل مرة. بعد الإصلاح الأخير، عمل المحرك لمدة 66 ساعة و51 دقيقة.

## التحطم

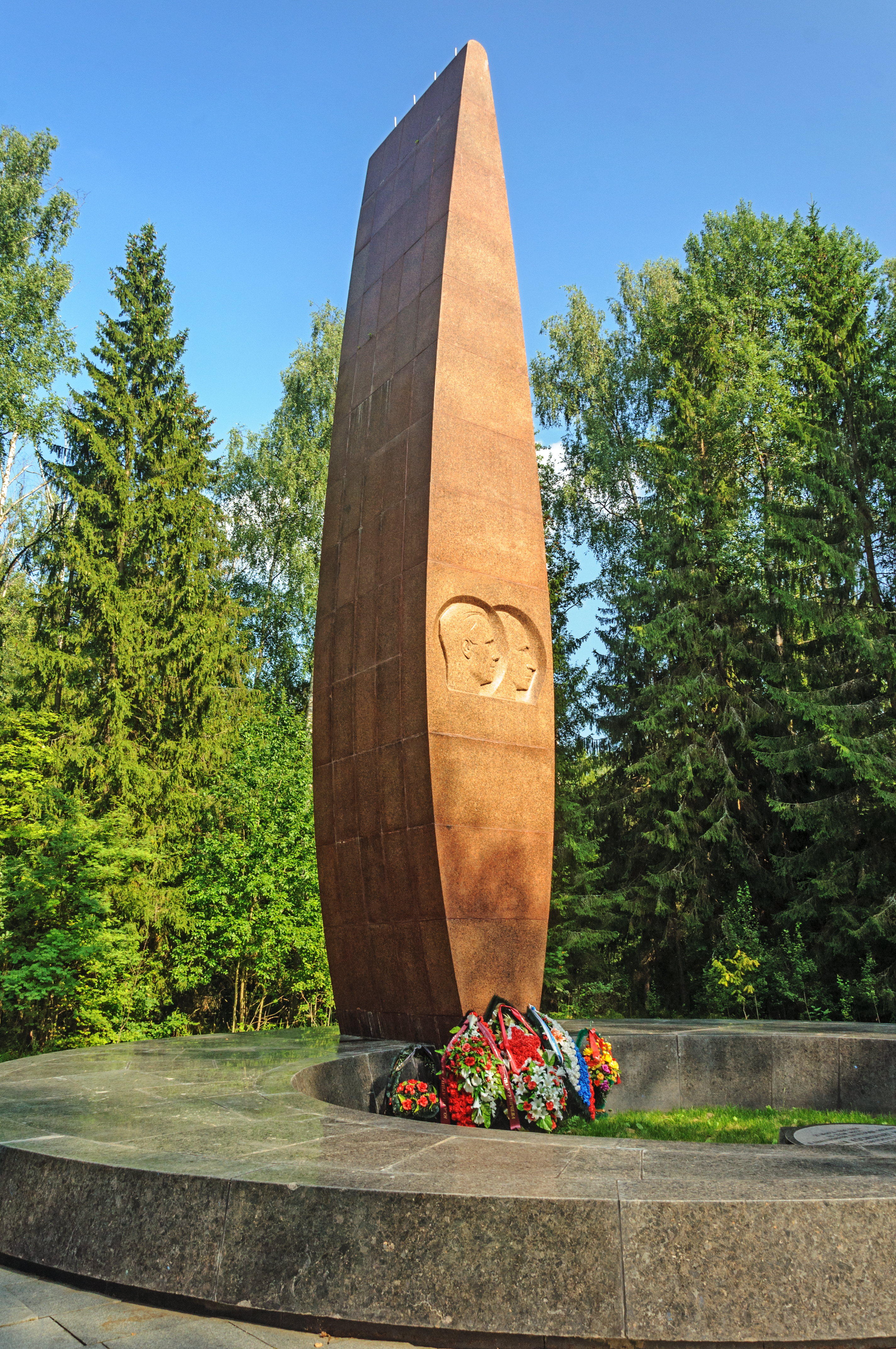
نصب تذكاري في موقع التحطم

بعد نشر أطروحته في أكاديمية تدريب المهندسين التابعة للقوات الجوية السوفيتية، وبعد توقف طويل عن الطيران، بدأ جاجارين تدريبه الصيفي، والذي تضمن بضع رحلات تدريبية بطائرة ميج-15UTI، التي استُخدمت لأغراض التدريب. بين 13 و22 مارس 1968، أجرى 18 رحلة، بإجمالي 7 ساعات. قبل السماح له بالقيام برحلات مستقلة، طُلب منه القيام برحلتين أخريين متحكم بهما إلى جانب الطيار، العقيد، وبطل الاتحاد السوفيتي، فلاديمير سيريوجين.
في الساعة 10:18 صباح يوم 27 مارس 1968، انطلق جاجارين وسيريوجين من قاعدة تشكالوفسكي الجوية في شيولكوفو، وهي مستوطنة قريبة من موسكو. عند الإقلاع كانت ظروف الرؤية على الأرض جيدة مع وجود طبقة من السحب على 600 متر (2,000 قدم) لم يكن من المتوقع أن تستغرق المهمة أكثر من 20 دقيقة، ولكن في الساعة 10:27، أي بعد ثماني دقائق من انطلاقه، أبلغ جاجارين اكتمال المهمة. وفي الساعة 10:29 (بتوقيت موسكو)، طلب الإذن بالعودة إلى القاعدة، وحصل عليه. وفي الساعة 10:30، انقطع الاتصال بالطائرة. 
بدأت مهمة إنقاذ عندما اتضح أن الطائرة قد نفد وقودها، واستمرت لأكثر من ثلاث ساعات. في الساعة 14:50، تمكنت إحدى المروحيات من التقاط صورة لحطام الطائرة على بعد حوالي 65 كيلومتر (40 ميل) من المطار، بالقرب من نوفوسيولوفو ، 18 كيلومتر (11 ميل) بعيدًا عن كيرزهاتش في منطقة فلاديمير. في صباح اليوم التالي، قام أعضاء اللجنة الحكومية بمسح حطام الطائرة. عُثر على أجزاء من جثتي جاجارين وسيريجين، والتي تعرف عليها الأقارب والزملاء. في موقع التحطم، عُثر على أشياء مختلفة، مثل متعلقات شخصية للطيارين - كتاب جيب يحتوي على قواعد الملاحة وصور سيرجي كوروليوف. عُثر على سترة طيران جاجارين في شجرة، والتي كانت تحتوي على بعض قسائم الطعام. ونظرًا للطريقة التي كُسرت بها عظام يد جاجارين، خلص المحققون إلى أنه لم يتخل عن أدوات التحكم في الطيران أثناء التحطم.

## أسباب الحادث

### التفسير الرسمي المقدم للحادث
تألفت اللجنة الحكومية للتحقيق في أسباب الحادث من ثلاث لجان فرعية، كُلفت كل منها بمهمة منفصلة:
- أُسست اللجنة الفرعية للطيران للبحث في إعداد معدات الرحلة، وإعداد إعداداتها، وضمان رحلات 27 مارس.[19]
- شُكلت لجنة فرعية للميكانيكا لبحث الأجزاء المادية للطائرة.
- وشُكلت لجنة طبية فرعية لتقييم حالة الطيارين أثناء الرحلة، وتحديد هوية القتلى.

صنف تقرير اللجنة المكون من 29 مجلدًا بالسرية وأصبحت تفاصيله معروفة للعامة من خلال المقابلات التي أجريت مع أعضائها. لا تزال الأسباب والظروف أثناء الحادث غير واضحة.
أثبت تحليل ساعة المقصورة وساعة يد جاجارين أن الكارثة حدثت في الساعة 10:31، أي بعد حوالي دقيقة من آخر اتصال له.
خلصت اللجنة إلى ما يلي: بسبب تغيرات في البيئة الجوية أثناء الرحلة (لم تُحدد تفاصيلها)، قام الطاقم بمناورة مفاجئة أدت إلى دوران الطائرة. ورغم جهود الطاقم لإعادة تشغيل المحرك أفقيًّا، تحطمت الطائرة على الأرض، مما أدى إلى وفاة الطيارين. لم يُعثر على أي عيوب أو أخطاء فنية في الطائرة. ولم يُعثر على أي مواد كيميائية خارجية في التحليل الكيميائي لبقايا الطائرة ودم الطيارين.

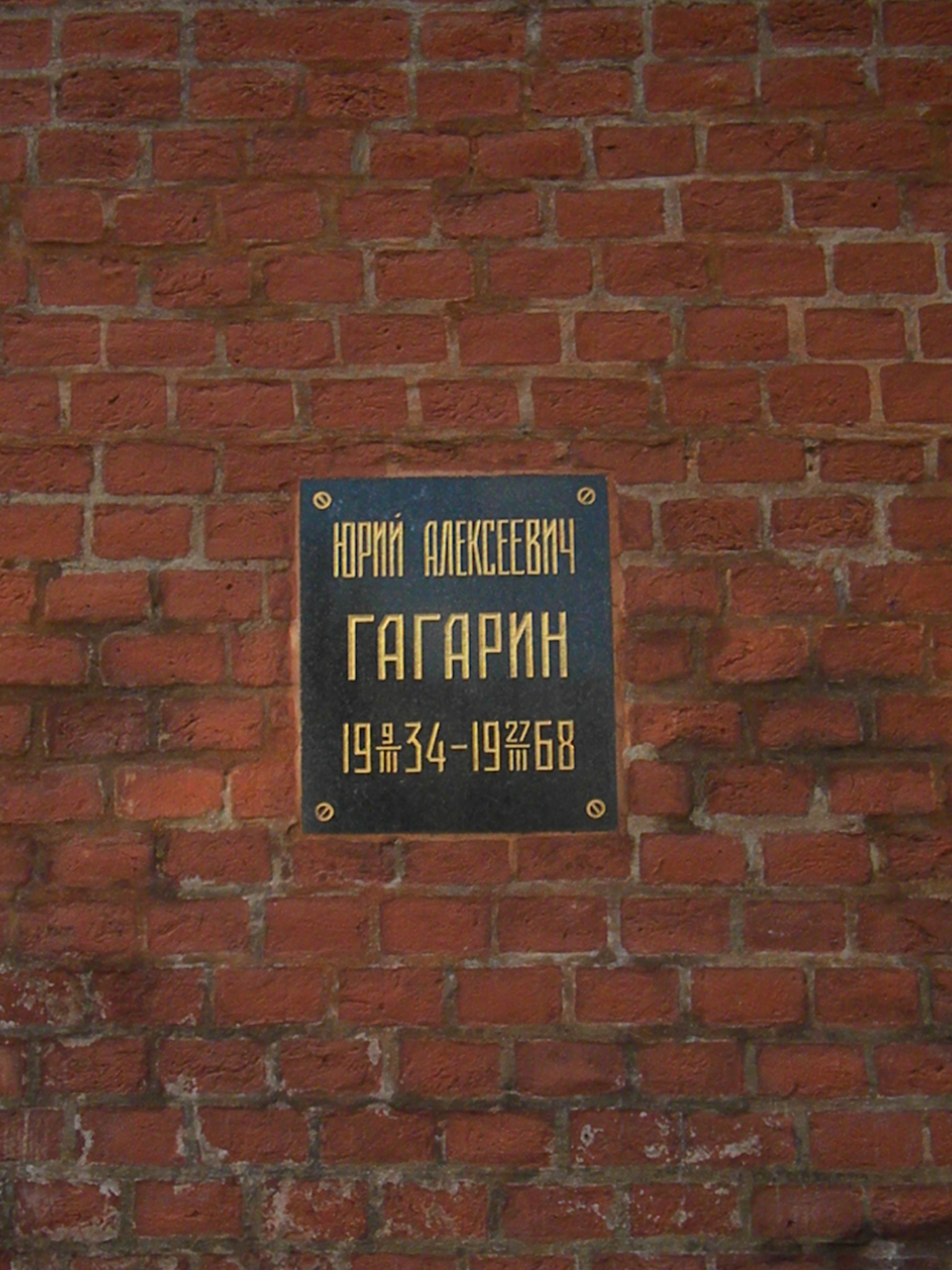
لوحة تذكارية لدفن جاجارين على جدار الكرملين في موسكو

أجرت لجنة لمفوضية أمن الدولة السوفيتية بحثًا منفصلًا، وذلك لإثبات ما إذا كانت هناك أي مؤامرة أو عمل إرهابي أو أي سوء نية، وفقًا لـ"نهجها الخاص". رفض تقرير مفوضية أمن الدولة، الذي رُفعت عنه السرية في مارس 2003، نظريات المؤامرة المختلفة، وأشار بدلًا من ذلك إلى أن تصرفات أفراد القاعدة الجوية ساهمت في التحطم. يذكر التقرير أن مراقب الحركة الجوية زود جاجارين بمعلومات جوية قديمة، وأنه بحلول وقت رحلته، كانت الظروف قد تدهورت تدهورًا كبيرًا. كما ترك طاقم الأرض خزانات وقود خارجية متصلة بالطائرة. تطلبت أنشطة جاجارين الجوية المخطط لها طقسًا صافيًا وعدم وجود خزانات وقود خارجية. خلص التحقيق إلى أن طائرة جاجارين دخلت في دوران حول محورها، إما بسبب اصطدام طائر أو بسبب تحرك مفاجئ لتجنب طائرة أخرى. وبسبب تقرير الطقس القديم، اعتقد الطاقم أن ارتفاعهم كان أعلى مما هو عليه، ولم يتمكنوا من التصرف تصرفًا صحيحًا لإخراج طائرة ميج-15 من دورانها. تفترض نظرية أخرى، طرحها محقق الحادث الأصلي عام 2005، أن فتحة تهوية المقصورة تُركت مفتوحة عن طريق الخطأ من جانب الطاقم أو الطيار السابق، مما أدى إلى نقص الأكسجين وجعل الطاقم غير قادر على التحكم في الطائرة. وتفترض نظرية مماثلة، نُشرت في مجلة الجو والفضاء، أن الطاقم اكتشف فتحة التهوية المفتوحة واتبع الإجراء بتنفيذ غوص سريع إلى ارتفاع أقل. تسبب هذا الغوص في فقدانهم الوعي وتحطم الطائرة.
في الذكرى الخمسين لرحلة جاجارين، أصدرت الحكومة وثائق سرية متنوعة تتضمن استنتاجات حول الأسباب المحتملة لوفاته. وكشفت الوثائق أن الاستنتاج الأصلي للجنة هو أن جاجارين أو سيريوجين قد أجريا مناورة بشكل مفاجئ، إما لتجنب منطاد طقس أو لتجنب "دخول الحد الأعلى للطبقة الأولى من الغطاء السحابي"، مما أدى بالطائرة إلى "وضع طيران حرج للغاية وتوقفها في ظل ظروف جوية معقدة".
نظرًا لعدم وضوح الرواية الرسمية والدليل الواقعي، فقد نُشرت نظريات مؤامرة وتكهنات مختلفة حول الحادث. ولا يزال هذا الحادث محل جدل. مع تكهنات مختلفة حول أسباب الحادث، مثل رواية تنص على وفاة جاجارين أثناء الرحلة، وأخرى تتضمن دوافع سياسية عميقة. للمقارنة، توجد بعض النظريات التي تفيد بأن ليونيد بريجنيف هو من أمر بوفاة جاجارين، لأنه كان يغار من شعبيته.

### روايات بديلة
يعتقد رائد الفضاء أليكسي ليونوف، الذي كان أيضًا عضوًا في لجنة حكومية شُكِّلت للتحقيق في وفاة حاجارين، أن طائرة سوخوي سو-15 كانت تُحلِّق في نفس منطقة الطيران على ارتفاع أقل من الحد الأدنى المسموح به، و"دون أن يدرك ذلك بسبب سوء الأحوال الجوية، مرّ [الطيار] على بعد 10 أو 20 مترًا من طائرة يوري وسيريوجين مخترقًا حاجز الصوت". كان من شأن الاضطرابات الجوية الناتجة أن تسبب دورانًا غير متحكم فيه لطائرة ميج-15UTI.  في مقابلة مع شبكة آر تي التلفزيونية الروسية في يونيو 2013، قال ليونوف إن تقريرًا عن الحادثة أكَّد وجود طائرة ثانية، وهي سو-15 "غير مصرح لها"، تحلق في المنطقة.
وفقًا لرئيس مركز تدريب رواد الفضاء من عام 1963 إلى عام 1972، نيكولاي فيودوروفيتش كوزنيتسوف، لم يكن سيريوجين على ما يرام في ذلك الوقت: كان يتقيأ كثيرًا ويشكو من آلام في القلب. أثناء تنفيذ المناورة، مرض سيريوجين مرة أخرى، ربما بعد إصابته بنوبة قلبية. فك حزام الأمان وحزام المظلة. لم يلاحظ جاجارين، الذي كان يؤدي المناورة، حالة المدرب على الفور. حرك جسد سيريوجين، الذي كان يتحرك حول قمرة القيادة، أدوات التحكم من الوضع المحايد، مما أدى إلى حجب بعضها. لم يتخل يوري عن صديقه الذي كان في ورطة وقفز على الفور. لمدة 10 دقائق تقريبًا، دار حول نوفوسيولوفو، محاولًا إعادة سيريوجين إلى الحياة أثناء قيادة الطائرة، ومات معه. 
رواية الموظف السابق في معهد أبحاث صيانة الطائرات الحكومي، العقيد المتقاعد في سلاح الجو إيجور كوزنيتسوف، تستند إلى فكرة أن أحد صمامات التهوية قد يظل نصف مفتوح في طائرة ميج-15UTI. ولم يُكتشف أي خلل في إحكام إغلاق المقصورة إلا على ارتفاع 3,000 متر (9,800 قدم) . إلى 4,000 متر (13,000 قدم). ولمنع نقص الأكسجين، حاول الطيارون خفض الطائرة إلى المستوى الموصى به في التعليمات ( 2,000 متر (6,600 قدم)، لكن الانخفاض السريع في الضغط تسبب في فقدانهم للوعي. تظل هذه النظرية محل نزاع، لأسباب مختلفة:
- من غير المرجح أن يصاب هؤلاء الطيارون ذوو الخبرة بالذعر،
- إن انخفاض الضغط على هذا الارتفاع ليس حالة خاصة أثناء الطيران ولا يشكل تهديدًا للطاقم.[41]

وفقًا لرائد الفضاء فلاديمير أكسيونوف، خضع أكسيونوف يوم وفاة جاجارين لفحص طبي قبل الرحلة معه في المطار، لكنه طار على متن طائرة مختلفة للتدريب على انعدام الجاذبية. وتشير رواية أكسيونوف إلى أن طاقم جاجارين وسيريوجين، بعد أن ارتكبوا خطأ في ظروف جوية صعبة، لم يوجهوا أنفسهم في هذا الموقف، مما أدى إلى السقوط والتحطم. يوضح أكسيونوف أن الظروف الجوية يوم تحطم الطائرة كانت صعبة ولكنها مقبولة تمامًا لأداء مهام الطيران. "كانت الغيوم في ذلك اليوم غير عادية: كانت الحافة السفلية للسحب شبه الصلبة على ارتفاع حوالي 600 متر فوق سطح الأرض. ثم، حتى ارتفاع 4000 متر، كانت السحب كثيفة، مع وجود القليل من التخلخل. لم تكن هناك غيوم فوق الحافة العلوية: سماء صافية ورؤية جيدة جدًا. حتى أننا عُرضت علينا صور للحافة العلوية المأخوذة من طائرة أرصاد جوية." وفقًا لأكسيونوف، كانت الرسالة الأخيرة التي أرسلتها طائرة ميج هي أن الطاقم أكمل أنشطته الجوية، والتي حدثت على ارتفاع 4 كيلومتر (2.5 ميل) يعتقد أكسيونوف أن الطيارين أوصلوا رسالتهم، على الأرجح، بعد الخروج من الارتفاع النهائي، بسرعة منخفضة في رحلة هادئة، ولكن على ارتفاع عالٍ نسبيًا. بعد ذلك، كان عليهم تخفيض السرعة تخفيضًا ملحوظًا، ثم الاستعداد والعبور عبر طبقة السحب.
وفقًا لبحث أجراه العقيد المخضرم في القوات الجوية السوفيتية، إدوارد ألكسندروفيتش شيرشر، وهو مهندس متقاعد، يُرجَّح أن يكون السبب المحتمل للكارثة هو اصطدام طائرة بالأرض نتيجة خروجها من غطسة قبل الأوان أثناء أداء عروض جوية غير محددة في مهمة الطيران. ويُعزى الحادث جزئيًا إلى حالة جوية معقدة (سحب متعددة الطبقات متواصلة ذات حافة سفلية على ارتفاع حوالي 600 متر (2,000 قدم)، فضلًا عن العديد من الانتهاكات لمتطلبات دليل العمليات الجوية ودورة تدريب القتال الجوي للمقاتلات.

### نظريات المؤامرة
- وفقًا للشائعات المنتشرة، تناول جاجارين وسيريوجين كأسًا من الفودكا قبل الرحلة. لكن التحقيق الرسمي نفى ذلك، إذ لم يُعثر على أي آثار كحول في دم الطيارين.[45][46]
- هناك نظرية أخرى تُشير إلى وجود صراع بين جاجارين والقيادة العليا للاتحاد السوفيتي.[47] ووفقًا لبعض الروايات، كان موت جاجارين مدبرًا، وأن الكارثة المعلنة كانت في الواقع مزيفة. وتفترض الشائعة أيضًا أن جاجارين اعتُقل سرًا من جانب الأجهزة الخاصة، وبعد خضوعه لجراحة تجميلية بسيطة في الوجه، وُضع في أحد مستشفيات الأمراض النفسية الإقليمية.[48][49] للمزيد من التفاصيل، يُرجى مراجعة اتهامات التآمر على برنامج الفضاء السوفيتي.
- هناك نظرية أخرى مفادها أن جاجارين زور موته، وبعد ذلك عاش لسنوات عديدة تحت اسم آخر في قرية في منطقة أورينبور<، حيث توفي بسبب حادث صيد في سن متقدمة جدًا.[50][51]

### الأعمال المستشهد بها
- Doran، Jamie؛ Bizony، Piers (2011). Starman: The Truth Behind the Legend of Yuri Gagarin (ط. 50th Anniversary). لندن: Bloomsbury. ISBN:978-1-4088-1554-0. مؤرشف من الأصل في 2022-10-08 – عبر كتب جوجل.
- Leonov، Alexei؛ Scott، David (2004). Two Sides of the Moon. New York: توماس دن للكتب. ISBN:978-0-312-30866-7. LCCN:2004059381. OCLC:56587777 – عبر أرشيف الإنترنت.